# Minas (album)
Minas è il settimo album del cantante e compositore brasiliano Milton Nascimento, pubblicato nel 1975 dalla EMI.
| Recensione                    | Giudizio |
| ----------------------------- | -------- |
| AllMusic                      | [ 1 ]    |
| The Rolling Stone Album Guide | [ 2 ]    |

## Tracce
1. Minas – 2:31
2. Fé Cega, Faca Amolada – 4:35
3. Beijo Partido – 3:50
4. Saudade dos Aviões da Panair – 4:27
5. Gran Circo – 3:32
6. Ponta de Areia – 4:30
7. Trastevere – 4:20
8. Idolatrada – 4:45
9. Leila (Venha Ser Feliz) – 3:27
10. Paula e Bebeto – 2:15
11. Simples – 2:10